# Richie Stanaway
Richie Stanaway (ur. 24 listopada 1991 w Taurandze) – nowozelandzki kierowca wyścigowy.

## Życiorys

### Początki kariery
Richie Stanaway karierę wyścigową rozpoczął w 2007 roku, od startów w zimowej edycji Formuły First. W kolejnym sezonie startował w zimowym cyklu Formuły Ford Manfeild. Wygrawszy pięć wyścigów, zmagania zakończył na 3. miejscu. Tę samą lokatę uzyskał także w Nowozelandzkiej Formule First. Sięgnął również po tytuł mistrzowski Formuły Ford MTA. W sezonie 2009 brał udział w Australijskiej Formule Ford. Zdobyte punkty sklasyfikowały go na 6. pozycji. W tym samym roku zwyciężył w Pucharze Hamilton 400, z cyklu Toyota Racing Series. Rok później wystartował w trzech rundach głównej serii. Ostatecznie rywalizację ukończył na 10. lokacie.
W latach 2009–2010 startował również w niemieckiej serii Formuła ADAC Masters. W pierwszym roku startów wystąpił w sześciu wyścigach (8. miejsce w ogólnej punktacji). W drugim podejściu zdominował rywalizację, wygrywając 12 z 18 wyścigów. Na koniec sezonu wziął udział w zimowym cyklu Brytyjskiej Formuły Renault, w której zajął 5. miejsce.

### Formuła 3
W roku 2011 podpisał kontrakt z holenderską ekipą Van Amersfoort Racing, na udział w Niemieckiej Formule 3. Nowozelandczyk zdominował rywalizację, zwyciężając trzynaście z osiemnastu rozegranych wyścigów. Tytuł zapewnił sobie na rundę przed zakończeniem sezonu.

### Seria GP3
W sezonie 2011 Stanaway wystartował w dwóch ostatnich rundach serii GP3. Reprezentując francuską stajnię Lotus ART (zastąpił w niej Brazylijczyka Pedro Nunesa), wykorzystał start z pole position (po ósmym miejscu w pierwszym wyścigu) i wygrał w zaledwie drugim starcie, na belgijskim torze Spa-Francorchamps. Dzięki zdobytym punktom został sklasyfikowany na 20. pozycji w końcowej klasyfikacji.
Po dwuletniej przerwie, na sezon 2014 Nowozelandczyk podpisał kontrakt z kanadyjską ekipą Status Grand Prix. Wystartował łącznie w osiemnastu wyścigach, spośród których w dwóch odniósł zwycięstwa. Był najlepszy w drugim wyścigu w Wielkiej Brytanii i w pierwszym wyścigu w Budapeszcie. Poza tym jeszcze trzykrotnie stawał na podium. Uzbierał łącznie 125 punktów, które zapewniły mu ósme miejsce w końcowej klasyfikacji kierowców.

### Formuła Renault 3.5
W sezonie 2012 pojawił się na 5 wyścigów w Formule Renault 3.5 w zespole Lotus. Zdobył łącznie 8 punktów, co dało mu 22 pozycję w klasyfikacji końcowej.
W 2014 roku Stanaway podpisał kontrakt z czeską ekipą Lotus. Podczas drugiego wyścigu na torze Moscow Raceway stanął na trzecim stopniu podium. W ciągu czterech wyścigów, w których wystartował, uzbierał łącznie 21 punktów, co dało mu osiemnaste miejsce w końcowej klasyfikacji kierowców.

### Seria GP2
W roku 2015 Stanaway przeniósł się wraz ze Statusem Grand Prix do GP2. Pierwszy sezon dla niego i irlandzkiego teamu był całkiem udany. Nowozelandczyk siedmiokrotnie sięgał po punkty, a podczas niedzielnej rywalizacji w Monte Carlo i Soczi okazał się najlepszy. Ze względu na brak budżetu nie pojechał na azjatyckie rundy, w Bahrajnie i Abu Zabi. Mimo wszystko zaliczył przyzwoity sezon, który zakończył na 10. pozycji.

### Porsche Supercup
Na sezon 2013 podpisał kontrakt z zespołem DAMS w Porsche Supercup. W ciągu dziewięciu wyścigów, w których wystartował, uzbierał łącznie 43 punkty. Dały mu one dwunastą pozycję w klasyfikacji generalnej.

### Wyścigi długodystansowe
Od roku 2013 Richie startuje w barwach ekipy Aston Martin Racing w Mistrzostwach Świata Samochodów Długodystansowych (w kategorii LMGTE Pro). Wystartował w sześciu wyścigach, w jednym z nich stając na podium. Zdobyte punkty sklasyfikowały go na 19. miejscu. Partnerowali mu Portugalczyk Pedro Lamy, Kanadyjczyk Paul Dalla Lana oraz Brazylijczyk Bruno Senna.
W kolejnym sezonie zaliczył trzy starty. W każdym z nich dojeżdżał jednak w pierwszej trójce, dzięki czemu zmagania zakończył na 10. pozycji. Tym razem dzielił kokpit wraz z dwoma Duńczykami – Kristianem Poulsenem oraz Davidem Heinemeierem Hanssonem.
W 2015 roku opuścił tylko rundę na japońskim torze Fuji Speedway. Partnerując Brazylijczykowi Fernando Reesowi oraz Brytyjczykowi Alecowi MacDowallowi, odniósł pierwsze w karierze zwycięstwo, które miało miejsce na belgijskim torze Spa-Francorchamps. Zdobyte punkty sklasyfikowały go na 9. pozycji.

## Wyniki

### GP2
| Legenda oznaczeń w tabelach wyników Wyświetl szablon na nowej stronie | Legenda oznaczeń w tabelach wyników Wyświetl szablon na nowej stronie                                                                     |
| Oznaczenie                                                            | Wyjaśnienie |
| --------------------------------------------------------------------- | --- |
| Złoty                                                                 | Zwycięzca lub mistrzostwo |
| Srebrny                                                               | 2. miejsce lub wicemistrzostwo |
| Brązowy                                                               | 3. miejsce lub II wicemistrzostwo |
| Zielony                                                               | Ukończył, punktował (w klasyfikacji generalnej, gdy zdobył co najmniej jeden punkt na przestrzeni sezonu, poza trzema powyższymi opcjami) |
| Niebieski                                                             | Ukończył, nie punktował (w klasyfikacji generalnej, gdy nie zdobył co najmniej jednego punktu na przestrzeni sezonu)                      |
| Czerwony                                                              | Nie zakwalifikował się (NZ) |
| Czerwony                                                              | Nie prekwalifikował się (NPK) |
| Różowy                                                                | Nie ukończył (NU) |
| Różowy                                                                | Niesklasyfikowany (NS) (w klasyfikacji generalnej, gdy nie został sklasyfikowany w żadnym wyścigu sezonu)                                 |
| Czarny                                                                | Zdyskwalifikowany (DK) |
| Czarny                                                                | Wykluczony (WYK/EX) |
| Biały                                                                 | Nie wystartował (NW) |
| Biały                                                                 | Kontuzjowany (K/INJ) |
| Biały                                                                 | Wyścig odwołany (OD/C) |
| Bez koloru                                                            | Został wycofany (WYC/WD) |
| Bez koloru                                                            | Nie przybył (NP/DNA) |
| Bez koloru                                                            | Nie brał udziału w treningach (NT/DNP) |
| Bez koloru                                                            | Nie został zgłoszony (–) |
| Pogrubienie                                                           | Start z pole position |
| Kursywa                                                               | Najszybsze okrążenie wyścigu |
| †                                                                     | Nie ukończył, ale jego rezultat został zaliczony ze względu na przejechanie więcej niż 90% dystansu wyścigu.                              |
| *                                                                     | Sezon w trakcie |
| 1/2/3                                                                 | Punktowana pozycja w sprincie kwalifikacyjnym                                                                                             |
| Lista systemów punktacji Formuły 1                                    | |

| Rok  | Zespół    | Wyniki w poszczególnych eliminacjach | Wyniki w poszczególnych eliminacjach | Wyniki w poszczególnych eliminacjach | Wyniki w poszczególnych eliminacjach | Wyniki w poszczególnych eliminacjach | Wyniki w poszczególnych eliminacjach | Wyniki w poszczególnych eliminacjach | Wyniki w poszczególnych eliminacjach | Wyniki w poszczególnych eliminacjach | Wyniki w poszczególnych eliminacjach | Wyniki w poszczególnych eliminacjach | Wyniki w poszczególnych eliminacjach | Wyniki w poszczególnych eliminacjach | Wyniki w poszczególnych eliminacjach | Wyniki w poszczególnych eliminacjach | Wyniki w poszczególnych eliminacjach | Wyniki w poszczególnych eliminacjach | Wyniki w poszczególnych eliminacjach | Wyniki w poszczególnych eliminacjach | Wyniki w poszczególnych eliminacjach | Wyniki w poszczególnych eliminacjach | Punkty | Pozycja |
| ---- | --------- | ------------------------------------ | ------------------------------------ | ------------------------------------ | ------------------------------------ | ------------------------------------ | ------------------------------------ | ------------------------------------ | ------------------------------------ | ------------------------------------ | ------------------------------------ | ------------------------------------ | ------------------------------------ | ------------------------------------ | ------------------------------------ | ------------------------------------ | ------------------------------------ | ------------------------------------ | ------------------------------------ | ------------------------------------ | ------------------------------------ | ------------------------------------ | ------ | ------- |
| 2015 | Status GP | BHR                                  | BHR                                  | ESP                                  | ESP                                  | MON                                  | MON                                  | AUT                                  | AUT                                  | GBR                                  | GBR                                  | HUN                                  | HUN                                  | BEL                                  | BEL                                  | ITA                                  | ITA                                  | RUS                                  | RUS                                  | BHR                                  | BHR                                  | ARE                                  | 60     | 10      |
| 2015 | Status GP | 15                                   | 11                                   | 10                                   | 19                                   | 7                                    | 1                                    | 23                                   | 15                                   | NU                                   | 13                                   | 21                                   | 13                                   | 18                                   | 13                                   | 4                                    | 4                                    | 7                                    | 1                                    | –                                    | –                                    | –                                    | 60     | 10      |

### GP3
| Legenda oznaczeń w tabelach wyników Wyświetl szablon na nowej stronie | Legenda oznaczeń w tabelach wyników Wyświetl szablon na nowej stronie                                                                     |
| Oznaczenie                                                            | Wyjaśnienie |
| --------------------------------------------------------------------- | --- |
| Złoty                                                                 | Zwycięzca lub mistrzostwo |
| Srebrny                                                               | 2. miejsce lub wicemistrzostwo |
| Brązowy                                                               | 3. miejsce lub II wicemistrzostwo |
| Zielony                                                               | Ukończył, punktował (w klasyfikacji generalnej, gdy zdobył co najmniej jeden punkt na przestrzeni sezonu, poza trzema powyższymi opcjami) |
| Niebieski                                                             | Ukończył, nie punktował (w klasyfikacji generalnej, gdy nie zdobył co najmniej jednego punktu na przestrzeni sezonu)                      |
| Czerwony                                                              | Nie zakwalifikował się (NZ) |
| Czerwony                                                              | Nie prekwalifikował się (NPK) |
| Różowy                                                                | Nie ukończył (NU) |
| Różowy                                                                | Niesklasyfikowany (NS) (w klasyfikacji generalnej, gdy nie został sklasyfikowany w żadnym wyścigu sezonu)                                 |
| Czarny                                                                | Zdyskwalifikowany (DK) |
| Czarny                                                                | Wykluczony (WYK/EX) |
| Biały                                                                 | Nie wystartował (NW) |
| Biały                                                                 | Kontuzjowany (K/INJ) |
| Biały                                                                 | Wyścig odwołany (OD/C) |
| Bez koloru                                                            | Został wycofany (WYC/WD) |
| Bez koloru                                                            | Nie przybył (NP/DNA) |
| Bez koloru                                                            | Nie brał udziału w treningach (NT/DNP) |
| Bez koloru                                                            | Nie został zgłoszony (–) |
| Pogrubienie                                                           | Start z pole position |
| Kursywa                                                               | Najszybsze okrążenie wyścigu |
| †                                                                     | Nie ukończył, ale jego rezultat został zaliczony ze względu na przejechanie więcej niż 90% dystansu wyścigu.                              |
| *                                                                     | Sezon w trakcie |
| 1/2/3                                                                 | Punktowana pozycja w sprincie kwalifikacyjnym                                                                                             |
| Lista systemów punktacji Formuły 1                                    | |

| Rok  | Zespół            | Wyniki w poszczególnych eliminacjach | Wyniki w poszczególnych eliminacjach | Wyniki w poszczególnych eliminacjach | Wyniki w poszczególnych eliminacjach | Wyniki w poszczególnych eliminacjach | Wyniki w poszczególnych eliminacjach | Wyniki w poszczególnych eliminacjach | Wyniki w poszczególnych eliminacjach | Wyniki w poszczególnych eliminacjach | Wyniki w poszczególnych eliminacjach | Wyniki w poszczególnych eliminacjach | Wyniki w poszczególnych eliminacjach | Wyniki w poszczególnych eliminacjach | Wyniki w poszczególnych eliminacjach | Wyniki w poszczególnych eliminacjach | Wyniki w poszczególnych eliminacjach | Wyniki w poszczególnych eliminacjach | Wyniki w poszczególnych eliminacjach | Punkty | Pozycja |
| ---- | ----------------- | ------------------------------------ | ------------------------------------ | ------------------------------------ | ------------------------------------ | ------------------------------------ | ------------------------------------ | ------------------------------------ | ------------------------------------ | ------------------------------------ | ------------------------------------ | ------------------------------------ | ------------------------------------ | ------------------------------------ | ------------------------------------ | ------------------------------------ | ------------------------------------ | ------------------------------------ | ------------------------------------ | ------ | ------- |
| 2011 | Lotus ART         | TUR                                  | TUR                                  | ESP                                  | ESP                                  | VAL                                  | VAL                                  | GBR                                  | GBR                                  | DEU                                  | DEU                                  | HUN                                  | HUN                                  | BEL                                  | BEL                                  | ITA                                  | ITA                                  |                                      |                                      | 7      | 20      |
| 2011 | Lotus ART         | –                                    | –                                    | –                                    | –                                    | –                                    | –                                    | –                                    | –                                    | –                                    | –                                    | –                                    | –                                    | 8                                    | 1                                    | 10                                   | 19                                   |                                      |                                      | 7      | 20      |
| 2014 | Status Grand Prix | ESP                                  | ESP                                  | AUT                                  | AUT                                  | GBR                                  | GBR                                  | DEU                                  | DEU                                  | HUN                                  | HUN                                  | BEL                                  | BEL                                  | ITA                                  | ITA                                  | RUS                                  | RUS                                  | ARE                                  | ARE                                  | 125    | 8       |
| 2014 | Status Grand Prix | 3                                    | 4                                    | 4                                    | 3                                    | 7                                    | 1                                    | 13                                   | 7                                    | 1                                    | 6                                    | 7                                    | 2                                    | 9                                    | NU                                   | 12                                   | NU                                   | 12                                   | 7                                    | 125    | 8       |

### Formuła Renault 3.5
| Legenda oznaczeń w tabelach wyników Wyświetl szablon na nowej stronie | Legenda oznaczeń w tabelach wyników Wyświetl szablon na nowej stronie                                                                     |
| Oznaczenie                                                            | Wyjaśnienie |
| --------------------------------------------------------------------- | --- |
| Złoty                                                                 | Zwycięzca lub mistrzostwo |
| Srebrny                                                               | 2. miejsce lub wicemistrzostwo |
| Brązowy                                                               | 3. miejsce lub II wicemistrzostwo |
| Zielony                                                               | Ukończył, punktował (w klasyfikacji generalnej, gdy zdobył co najmniej jeden punkt na przestrzeni sezonu, poza trzema powyższymi opcjami) |
| Niebieski                                                             | Ukończył, nie punktował (w klasyfikacji generalnej, gdy nie zdobył co najmniej jednego punktu na przestrzeni sezonu)                      |
| Czerwony                                                              | Nie zakwalifikował się (NZ) |
| Czerwony                                                              | Nie prekwalifikował się (NPK) |
| Różowy                                                                | Nie ukończył (NU) |
| Różowy                                                                | Niesklasyfikowany (NS) (w klasyfikacji generalnej, gdy nie został sklasyfikowany w żadnym wyścigu sezonu)                                 |
| Czarny                                                                | Zdyskwalifikowany (DK) |
| Czarny                                                                | Wykluczony (WYK/EX) |
| Biały                                                                 | Nie wystartował (NW) |
| Biały                                                                 | Kontuzjowany (K/INJ) |
| Biały                                                                 | Wyścig odwołany (OD/C) |
| Bez koloru                                                            | Został wycofany (WYC/WD) |
| Bez koloru                                                            | Nie przybył (NP/DNA) |
| Bez koloru                                                            | Nie brał udziału w treningach (NT/DNP) |
| Bez koloru                                                            | Nie został zgłoszony (–) |
| Pogrubienie                                                           | Start z pole position |
| Kursywa                                                               | Najszybsze okrążenie wyścigu |
| †                                                                     | Nie ukończył, ale jego rezultat został zaliczony ze względu na przejechanie więcej niż 90% dystansu wyścigu.                              |
| *                                                                     | Sezon w trakcie |
| 1/2/3                                                                 | Punktowana pozycja w sprincie kwalifikacyjnym                                                                                             |
| Lista systemów punktacji Formuły 1                                    | |

| Rok  | Zespół | Wyniki w poszczególnych eliminacjach | Wyniki w poszczególnych eliminacjach | Wyniki w poszczególnych eliminacjach | Wyniki w poszczególnych eliminacjach | Wyniki w poszczególnych eliminacjach | Wyniki w poszczególnych eliminacjach | Wyniki w poszczególnych eliminacjach | Wyniki w poszczególnych eliminacjach | Wyniki w poszczególnych eliminacjach | Wyniki w poszczególnych eliminacjach | Wyniki w poszczególnych eliminacjach | Wyniki w poszczególnych eliminacjach | Wyniki w poszczególnych eliminacjach | Wyniki w poszczególnych eliminacjach | Wyniki w poszczególnych eliminacjach | Wyniki w poszczególnych eliminacjach | Wyniki w poszczególnych eliminacjach | Punkty | Pozycja |
| ---- | ------ | ------------------------------------ | ------------------------------------ | ------------------------------------ | ------------------------------------ | ------------------------------------ | ------------------------------------ | ------------------------------------ | ------------------------------------ | ------------------------------------ | ------------------------------------ | ------------------------------------ | ------------------------------------ | ------------------------------------ | ------------------------------------ | ------------------------------------ | ------------------------------------ | ------------------------------------ | ------ | ------- |
| 2012 | Lotus  | ARA                                  | ARA                                  | MON                                  | BEL                                  | BEL                                  | DEU                                  | DEU                                  | RUS                                  | RUS                                  | GBR                                  | GBR                                  | HUN                                  | HUN                                  | FRA                                  | FRA                                  | CAT                                  | CAT                                  | 8      | 22      |
| 2012 | Lotus  | NU                                   | 6                                    | NU                                   | NU                                   | NU                                   | –                                    | –                                    | –                                    | –                                    | –                                    | –                                    | –                                    | –                                    | –                                    | –                                    | –                                    | –                                    | 8      | 22      |
| 2014 | Lotus  | ITA                                  | ITA                                  | ARA                                  | ARA                                  | MON                                  | BEL                                  | BEL                                  | RUS                                  | RUS                                  | DEU                                  | DEU                                  | HUN                                  | HUN                                  | FRA                                  | FRA                                  | JER                                  | JER                                  | 21     | 18      |
| 2014 | Lotus  | –                                    | –                                    | –                                    | –                                    | –                                    | NU                                   | 8                                    | 9                                    | 3                                    | –                                    | –                                    | –                                    | –                                    | –                                    | –                                    | –                                    | –                                    | 21     | 18      |

### Podsumowanie
| Sezon   | Seria                                               | Zespół                     | Wyścigi | Zwycięstwa | PP | NO | Podium | Punkty | Pozycja |
| ------- | --------------------------------------------------- | -------------------------- | ------- | ---------- | -- | -- | ------ | ------ | ------- |
| 2007    | Formuła First Manfeild (edycja zimowa)              |                            | 3       | 0          | 0  | 1  | 1      | 170    | 14      |
| 2007-08 | Nowozelandzka Formuła First OEM Supply              | Sabre Motorsport           | 24      | 4          | 1  | 5  | 18     | 1368   | 3       |
| 2008    | Formuła Ford Manfeild (edycja zimowa)               | TSR Racing                 | 9       | 5          | 1  | 3  | 7      | 610    | 3       |
| 2008    | Australijska Formuła Ford                           | GForce Motorsport          | 2       | 0          | 0  | 0  | 0      | 0      | NS      |
| 2008-09 | Formuła Ford MTA                                    | TSR Racing                 | 21      | 11         | 3  | 4  | 15     | 1215   | 1       |
| 2009    | Australijska Formuła Ford                           | Team BRM                   | 16      | 1          | 0  | 2  | 6      | 164    | 6       |
| 2009    | Formuła ADAC Masters                                | ma-con motorsport          | 6       | 0          | 1  | 0  | 2      | 52     | 8       |
| 2009    | Toyota Racing Series – Hamilton 400 Trophy          |                            | 2       | 2          | 2  | 1  | 2      | 150    | 1       |
| 2010    | Formuła ADAC Masters                                | ma-con motorsport          | 18      | 12         | 2  | 9  | 17     | 315    | 1       |
| 2010    | Brytyjska Formuła Renault (edycja zimowa)           | Atech GP                   | 6       | 1          | 0  | 1  | 3      | 99     | 5       |
| 2010    | Toyota Racing Series                                | ETEC Motorsport            | 6       | 1          | 0  | 2  | 3      | 362    | 10      |
| 2011    | Niemiecka Formuła 3                                 | Van Amersfoort Racing      | 18      | 13         | 10 | 8  | 16     | 181    | 1       |
| 2011    | Seria GP3                                           | Lotus ART                  | 4       | 1          | 0  | 0  | 1      | 7      | 20      |
| 2012    | Formuła Renault 3.5                                 | Lotus                      | 5       | 0          | 0  | 0  | 0      | 8      | 22      |
| 2013    | Porsche Supercup                                    | DAMS                       | 9       | 0          | 0  | 0  | 0      | 43     | 12      |
| 2013    | FIA World Endurance Championship Cup for GT Drivers | Aston Martin Racing        |         |            |    |    |        | 9,75   | 24      |
| 2013    | FIA World Endurance Championship LMGTE Pro          | Aston Martin Racing        | 6       | 0          | 1  | 1  | 1      | 0      | NS†     |
| 2013    | British GT Championship – GT4                       | AMR / Silverstone Auctions | 1       | 0          | 0  | 0  | 1      | 0      | NS†     |
| 2013    | Grand American Rolex Series – GT                    | TRG-AMR                    | 1       | 0          | 0  | 0  | 0      | 21     | 57      |
| 2014    | Seria GP3                                           | Status Grand Prix          | 18      | 2          | 1  | 0  | 5      | 125    | 8       |
| 2014    | Formuła Renault 3.5                                 | Lotus                      | 4       | 0          | 0  | 0  | 1      | 21     | 18      |
| 2014    | British GT Championship – GT4                       | Silverstone Auctions AMR   | 0       | 0          | 0  | 0  | 0      | 0      | NS      |
| 2014    | United Sports Car Championship – GTLM               | Aston Martin Racing        | 1       | 0          | 0  | 0  | 0      | 24     | 34      |
| 2014    | FIA World Endurance Championship Cup for GT Drivers | Aston Martin Racing        |         |            |    |    |        | 22     | 20      |
| 2014    | FIA Endurance Trophy for GT AM drivers              | Aston Martin Racing        | 3       | 0          | 0  | 1  | 3      | 54     | 10      |
| 2015    | Seria GP2                                           | Status Grand Prix          | 18      | 2          | 0  | 0  | 2      | 60     | 10      |
| 2015    | FIA World Endurance Championship                    | Aston Martin Racing V8     | 7       | 1          | 3  | 0  | 1      | 78     | 9       |

† – Stanaway nie był zaliczany do klasyfikacji.